# Masanobu Matsufuji
Masanobu Matsufuji (japanisch 松藤 正伸 Matsufuji Masanobu; * 27. April 1992 in Nerima) ist ein japanischer Fußballspieler.

## Karriere
Matsufuji erlernte das Fußballspielen in der Jugendmannschaft von FC Tokyo und der Universitätsmannschaft der Meiji-Universität. Seinen ersten Vertrag unterschrieb er 2015 bei Sony Sendai FC. Für den Verein absolvierte er 37 Ligaspiele. 2017 wechselte er zum Drittligisten Azul Claro Numazu. Für den Verein absolvierte er 20 Ligaspiele. Ende 2018 beendete er seine Karriere als Fußballspieler.